# Live Magic
A Live Magic a brit Queen rockegyüttes második koncertalbuma, amely 1986. december 1-jén jelent meg. Az album az 1986-os A Kind of Magic nagylemezt követő, monumentális Magic Tourt örökíti meg, amely során Európa szerte egymillió néző előtt léptek fel. A dalok többségét az 1986. augusztus 9-én a Knebworth Parkban adott koncertjükön rögzítették, illetve egy-egy dalt július 11-én és 12-én a Wembley Stadionban, két dalt pedig július 27-én a budapesti Népstadionban vettek fel.
Hogy egyetlen lemezen elférjen az összes dal, három kivételével mindegyik számot megszerkesztették, lerövidítették, a „Bohemian Rhapsody” középső részét például kivágták. Emiatt sok kritika érte a kiadványt, sokan úgy vélték, hogy egyszerűen csak a pénzszerzés motiválta a kiadását. Ennek ellenére a harmadik helyet érte el Angliában, és több mint 400 ezer példányban kelt el. Amerikában a Capitol Records úgy vélte nem lenne rá igény, ezért nem adta ki, így csak importálva lehetett hozzájutni. 1996 augusztusában a Hollywood Records jelentette meg.
Mick Wall a Kerrang! hasábjain dicsérte a dinamizmusát, és Mercury előadásmódját, és négy csillagra értékelte az ötből: „…ha szenvedélyes Queen rajongó vagy, és szereted a jó koncertfelvételeket, ez neked való.” Andy Robson a Classic Rockban 2001-ben három csillagra értékelte a lehetséges ötből, meglátása szerint a Queen második csúcskorszakát örökíti meg, és pozitívnak találta, hogy nem csak slágergyűjtemény, helyet kaptak benne a kevésbé ismert dalok is. Stephen Thomas Erlewine az AllMusic oldalán úgy vélte, hogy bár kissé feleslegesnek tűnk, mégis jobb elődjénél, a Live Killers-nél, és bár inkább a kemény rajongóknak ajánlott, nekik viszont rengeteg csúcsponttal szolgál.

## Az album dalai
| 1. | One Vision                 | Queen                 | 5:08 |
| 2. | Tie Your Mother Down       | Brian May             | 2:55 |
| 3. | Seven Seas of Rhye         | Freddie Mercury       | 1:15 |
| 4. | A Kind of Magic            | Mercury, Roger Taylor | 5:24 |
| 5. | Under Pressure             | Queen, David Bowie    | 3:27 |
| 6. | Another One Bites the Dust | John Deacon           | 4:11 |

| 1. | I Want to Break Free            | Deacon             | 2:35 |
| 2. | Is This the World We Created..? | Mercury, May       | 1:23 |
| 3. | Bohemian Rhapsody               | Mercury            | 4:05 |
| 4. | Hammer to Fall                  | May                | 5:14 |
| 5. | Radio Ga Ga                     | Taylor             | 4:17 |
| 6. | We Will Rock You                | May                | 1:32 |
| 7. | Friends Will Be Friends         | Deacon, Mercury    | 1:07 |
| 8. | We Are the Champions            | Mercury            | 1:56 |
| 9. | God Save the Queen              | tradicionális, May | 1:06 |

## Helyezések és eladások
| Ország                | Helyezés |
| --------------------- | -------- |
| Brit albumlista       | 3        |
| Ausztriai albumlista  | 13       |
| Holland albumlista    | 24       |
| Japán albumlista      | 49       |
| Német albumlista      | 15       |
| Svéd albumlista       | 60       |
| Új-Zélandi albumlista | 36       |
| Svájci albumlista     | 26       |

| Ország                  | Eladási minősítés | Eladás   |
| ----------------------- | ----------------- | -------- |
| Anglia (BPI)            | platina           | 400 000+ |
| Ausztria (IFPI Austria) | arany             | 7 500+   |
| Németország (BVMI)      | arany             | 250 000+ |
| Svájc (IFPI Svájc)      | platina           | 25 000+  |

## Kiadás
| Ország  | Megjelenés dátuma | Kiadó      | Formátum         | Katalógusszám                                            |
| ------- | ----------------- | ---------- | ---------------- | -------------------------------------------------------- |
| Anglia  | 1986. december 1. | EMI        | LP, magnókazetta | EMC 3519                                                 |
| Anglia  | 1986. december 1. | Parlophone | CD               | CDP 7 46413 2                                            |
| Amerika | 1996. december    | Hollywood  | CD, kazetta      | Hollywood HR-61267-2 (CD) Hollywood HR-61267-4 (kazetta) |

## Külső hivatkozások
- Hivatalos információk (angol nyelven). QueenOnline
- Slágerlistás helyezései. ukmix.org (angolul)